# Порошино (Пачелмський район)
Поро́шино (рос. Порошино) — село у складі Пачелмського району Пензенської області, Росія.
Населення — 10 осіб (2010; 54 у 2002).
Національний склад станом на 2002 рік:
- росіяни — 91 %